# Скамейнія (округ, Вашингтон)
Шаблон:StateAbbr_ 46°02′ пн. ш. 121°55′ зх. д. / 46.03° пн. ш. 121.91° зх. д.
Округ  Скамейнія (англ. Skamania County) — округ (графство) у штаті Вашингтон, США. Ідентифікатор округу 53059.

## Історія
Округ утворений 1854 року.

## Демографія
За даними перепису 2000 року загальне населення округу становило 9872 осіб, усе сільське. Серед мешканців округу чоловіків було 4967, а жінок — 4905. В окрузі було 3755 домогосподарств, 2758 родин, які мешкали в 4576 будинках. Середній розмір родини становив 3,02.
Віковий розподіл населення поданий у таблиці:
| Стать    | До 15 років | 15-21 | 22-29 | 30-39 | 40-49 | 50-65 | 65-85 | Понад 85 |
| -------- | ----------- | ----- | ----- | ----- | ----- | ----- | ----- | -------- |
| Чоловіки | 1100        | 472   | 343   | 728   | 916   | 907   | 464   | 37       |
| Жінки    | 1022        | 460   | 355   | 708   | 921   | 854   | 512   | 73       |

## Суміжні округи
- Льюїс — північ
- Якіма — північний схід
- Клікітат — схід
- Гуд-Рівер, Орегон — південь
- Мултнома, Орегон — південний захід
- Кларк — захід
- Коуліц — захід

## Виноски
1. ↑  U.S. Decennial Census. United States Census Bureau. Процитовано 7 січня 2014.
2. ↑  Historical Census Browser. University of Virginia Library. Архів оригіналу за 30 травня 2019. Процитовано 7 січня 2014.
3. ↑  Population of Counties by Decennial Census: 1900 to 1990. United States Census Bureau. Процитовано 7 січня 2014.
4. ↑  Census 2000 PHC-T-4. Ranking Tables for Counties: 1990 and 2000 (PDF). United States Census Bureau. Процитовано 7 січня 2014.
5. ↑  State & County QuickFacts. United States Census Bureau. Архів оригіналу за 7 лютого 2016. Процитовано 7 січня 2014. [Архівовано 2016-02-07 у Wayback Machine.](англ.) Наведено за англійською вікіпедією.
6. ↑  American FactFinder. Бюро перепису населення США. Архів оригіналу за 26 лютого 2012. Процитовано 31 січня 2008. [Архівовано 2008-05-21 у Wayback Machine.]

| США | Це незавершена стаття з географії США. Ви можете допомогти проєкту, виправивши або дописавши її. |